# Великое отступление 1915 года
Великое отступление — отступление русской армии из Галиции, Польши и Литвы летом-осенью 1915 года во время Первой мировой войны.

## Планы германского верховного командования
В германских военных кругах было распространено убеждение, что рядом сильных ударов можно вывести Россию из войны, а затем сосредоточить войска для победы на западном фронте. К числу сторонников такого мнения принадлежал фельдмаршал П. фон Гинденбург. Высшее военное командование Германии этого мнения не разделяло. Начальник генерального штаба генерал Эрих фон Фалькенгайн считал, что «опыт Наполеона достаточно красноречив, чтобы его повторять, тем более, что Наполеон проделал его в условиях несравненно более благоприятных, чем в настоящее время».
Германское командование опасалось русского вторжения в Венгрию. Также не прекращались просьбы австро-венгров о поддержке. Огромные потери русских войск во время зимней Карпатской операции, которые они несли при своих «расточительных» атаках, могли быть пополняемы лишь плохо обученными людьми. Были многочисленные признаки, свидетельствовавшие о начавшихся недостатках в оружии и боевых припасах. Тем не менее, угроза с их стороны для австро-венгерского фронта, даже при этих условиях, была значительна.
Верховное германское командование поставило цель нанести удар, в результате которого русские силы были бы ослаблены на долгое время. Начальник генерального штаба генерал Э. фон Фалькенгайн остановился на направлении между верхней Вислой и Карпатскими горами. Естественные преграды, с которыми в дальнейшем предстояло иметь дело, а именно ре́ки Вислока и Сан — конечно, не могли быть сравниваемы с Вислой.
Во главе предназначенных для прорыва частей поставлен генерал А. фон Макензен с начальником штаба полковником фон Сектом. Под его командование поступили 11-я германская армия из восьми немецких пехотных дивизий, двух австрийских пехотных и одной кавалерийской, и пять австро-венгерских пехотных, одна кавалерийская и одна немецкая пехотная дивизии (4-я австрийская армия).

## Потеря Галиции
Горлицкий прорыв Макензена 2 мая 1915 года стал первым тщательно подготовленным наступлением германской армии на Восточном фронте. Немцы имели шестикратное преимущество в артиллерии — против 22 русских батарей (105 орудий) Макензен имел 143 батареи (624 орудия, включая 49 тяжёлых батарей, из которых 38 тяжёлых гаубиц калибра 210 и 305 мм). Русские же на участке 3-й армии имели только 4 тяжёлые гаубицы. По тяжёлой артиллерии превосходство немцев было ещё выше.
Свою роль сыграла недооценка немецкого генерального наступления главнокомандующим армиями Юго-Западного фронта генералом Н. И. Ивановым. Несмотря на неоднократные просьбы командующего 3-й армией генерала Радко-Дмитриева об усилении его войск, 3-й Кавказский армейский корпус был передан ему тогда, когда германский прорыв стал свершившимся фактом. 6 мая Иванов и Верховный Главнокомандующий великий князь Николай Николаевич требовали от 3-й армии активного наступления, но время для контрнаступления было безвозвратно упущено, армия отступала к реке Сан. За шесть суток глубина германского прорыва достигла 40 км.
После Горлицкого прорыва войска русских армий к 14 мая отошли на реку Сан. Макензен вынужден был на 10 дней прервать наступление для устройства тыла и переброски на Сан тяжёлой артиллерии.
В боях 24 мая-2 июня немцы восстановили контроль над Перемышлем, который в довоенное время представлял собой пограничную австро-венгерскую крепость.
Активные действия русских войск на Днестровском фронте ощутимо на общую ситуацию повлиять не смогли.
К июню 1915 г. на 1,4-тыс. километровом Русском фронте до 106 пехотных и 35 кавалерийских расчетных дивизий противостояли 113,5 пехотным и 19 кавалерийским дивизиям австро-германцев.
7-15 июня развернулась битва за Львов (Лемберг), австрийский центр довоенной Галиции. Австрийцы, пытавшиеся через Днестр выйти в тыл Львову, были отброшены к Стрыю с огромными потерями. 9(22) июня русские войска оставили Львов. Однако 12-14 июня Макензену удалось отбросить русских с рубежа Мосциска—Любачев. 13-16(26-29) июня состоялось Второе Томашовское сражение. В ходе Таневского сражения 18-25 июня прорвав фронт русской 3-й армии на направлении Красник-Люблин на первом этапе сражения, противник был остановлен фланговым ударом левофлангового соединения русской 4-й армии — 25-го армейского корпуса. Удачным переходом в наступление относительно малочисленный корпус не только помешал А. фон Макензену и Иосифу Фердинанду захватить г. Люблин — он разгромил австро-венгерский 10-й армейский корпус, и своими активными действиями помог русским войскам выиграть время для организации обороны на указанном главнокомандующим рубеже.
Макензен приостановил своё наступление до 15 июля и подтянул 3 германских дивизии из состава Южной армии. К середине июля русские войска оставили Галицию и отошли на рубеж Холм — Владимир-Волынский, 20 км западнее Брод, 15 км западнее Бучача.
22 июня (5 июля) состоялось совещание русского командования в Седлеце. Было решено беречь живую силу и выигрывать время для развёртывания военной промышленности в тылу путём постепенного отступления. 25 июня 3-я армия была передана в состав Северо-Западного фронта и, таким образом, в подчинение её главнокомандующего генерала М. В. Алексеева было передано семь армий (10-я, 12-я, 1-я, 2-я, 5-я, 4-я, 3-я).
На Северо-Западном фронте 30 июня (13 июля)-4 (17) июля на реке Нарев в районе Прасныша произошло немецкое наступление, окончившееся полной неудачей.
4-9 июля на Люблинском направлении развернулось Красноставское сражение, а 2-8 июля — Грубешовское сражение. А на завершающем этапе «Летних Стратегических Канн» австро-германцев состоялись Наревская и Люблин-Холмская операции.
Известны официальные германские данные о потерях немецких войск в Красноставском сражении: 6082 человек убитыми, 2185 пропавшими без вести, 28 461 ранеными и 24 888 человек заболевшими.

## Потеря Польши
После изгнания русской армии из Галиции пришла очередь Польши. 2 (15) июля 1915 возобновилось наступление группы Макензена. После тяжёлых боев русские войска отступили на линию Ивангород — Люблин — Холм. 9 (22) июля 1915 июля германские войска форсировали Вислу севернее Ивангорода (устье Вепша). Русский контрудар задержал наступление противника, но после боёв на Нареве 22 июля (4 августа) 1915 Варшаву и Ивангородскую крепость пришлось оставить. 7 (20) августа 1915 августа пала Новогеоргиевская крепость (в устье Нарева).
Русским удалось избежать окружения и капитуляции, единственное исключение составил гарнизон  Новогеоргиевской крепости, который не получил от главкома вовремя приказ покинуть крепость. Генерал Алексеев предугадал замысел Гинденбурга совершить обхват правого фланга русских войск со стороны реки Неман и усилил виленское направление. В связи с начавшимся ударом противника со стороны Нарева русское верховное командование приняло решение об отходе на линию Ломжа — Остров — Опалин, а затем на линию Осовец — Влодава.
Согласно директиве Ставки от 4 (17) августа 1915 из состава Северо-Западного фронта был выделен Северный фронт, которому было поручено прикрытие путей к Петрограду из Восточной Пруссии и со стороны Балтийского моря. 9 (22) августа 1915 русские войска оставили крепость Осовец (эвакуировали гарнизон и заминировали подходы к крепости и саму крепость), в тот же день была оставлена крепость Ковно, 13(26) августа эвакуировали Брест-Литовск и Олиту, а 2 сентября — оставили с боями и Гродно.
23 августа Николай II принял на себя обязанности Верховного главнокомандующего, а начальником штаба Ставки Верховного главнокомандующего вместо Н. Янушкевича стал М. Алексеев.

## Потеря Литвы
Овладев Ковно, немцы попытались взять Вильно. Но в упорных встречных боях у Вильно в конце августа — начале сентября германское наступление захлебнулось. Тогда немцы сосредоточили мощную группировку в районе Свенцян (севернее Вильно) и нанесли оттуда удар на Молодечно, пытаясь с севера выйти в тыл русских войск и захватить Минск. Из-за угрозы окружения русским 3 (16) сентября 1915 пришлось оставить Вильно. Однако к 19 сентября (2 октября) Свенцянский прорыв был ликвидирован и фронт стабилизировался на линии Рига — Двинск — озеро Дрисвяты — озеро Нарочь — Сморгонь — Барановичи — Пинск — Дубно — Тернополь. Продолжались ожесточённые бои в районе Сморгони.

## Бои в районе Двинска
На Двинск наступала Неманская армия немцев под командованием генерала Отто фон Белова. Ей противостояла 5-я российская армия (командующий генерал от кавалерии П. А. Плеве).
После подготовки и боев 8-я кавалерийская дивизия генерал-майора графа Шметтова (Эберхарда) 2 сентября захватила российский плацдарм у Ленневадена, а 41-я пехотная дивизия генерал-майора фон Кнобельсдорфа 3 сентября заняла Фридрихштадт. В результате одиннадцатидневной операции было захвачено около 5000 пленных и занят левый берег Западной Двины. В последующие дни, пытаясь продвинуться вдоль Двины на восток, в сторону Якобштадта, для последующего охвата, группа Рихтгофена столкнулась с мощной русской контратакой и поэтому добилась лишь незначительного продвижения. В результате энергичного преследования правое крыло Неманской армии 13 сентября вышло к русским к позициям, тянувшимся от Ново-Александровска до Иллукста. Российское командование пыталось затормозить наступление противника на Двинск, и 11 сентября с плацдарма у Якобштадта был нанесён удар по группе Шметтова, не достигший успеха.
Немцы возобновили наступление на Двинск лишь 23 октября. В боях 2-3 ноября российские войска на Ново-Александровском плацдарме были выбиты из межозёрного дефиле и отошли на позиции ближе к Двинску. Линия фронта прошла по Западной Двине, на южном берегу которой российские войска удерживали Искульский, Якобштадский и Двинский плацдармы.

## Итоги
Максимальная величина отката составила 500 км.
В течение лета 1915 года русская армия оставила Галицию, Литву, Польшу. Однако стратегический план разгрома вооружённых сил России не удался. Успех Германии обошёлся очень недёшево, о чём свидетельствуют её потери, которые составили за период великого отступления 67 290 человек убитыми и умершими; общие потери Германии (убитые и умершие, раненые, пленные и пропавшие без вести): 447 739 человек.
За всю кампанию 1915 года на Восточном (русском) фронте потери Германии убитыми и умершими: 95 294 человек. Общие потери Германии (убитые и умершие, раненые, пленные пропавшие без вести): 663 789 человек.
Существуют источники, которые определяют общие потери Германии в кампании 1915 г. на Русском фронте цифрой в 1 млн человек.
Известны официальные германские данные о потерях немецких войск за весь 1915 год: 92 131 человек убитыми, 33 634 пропавшими без вести, 525 525 ранеными и 1 220 440 человек заболевшими; а также австро-венгерские потери — 146 330 человек убитыми, 568 340 пропавшими без вести, 509 790 ранеными и 553 100 человек заболевшими. Также в бою погиб член Лихтенштейнской княжеской семьи Генрих Алоиз Лихтенштейнский, будучи офицером австро-венгерской армии.
Известны официальные германские данные о потерях немецких войск при преследовании русских армий за август 1915 года: 18 675 человек убитыми, 4633 пропавшими без вести, 101 705 ранеными и 77 681 человек заболевшими.
Существуют расчётные данные и по потерям Австро-Венгрии. В их основе лежат данные, приведённые Борисом Урланисом в работе «Войны и народонаселение Европы». Они приведены по фронтам, но без разбивки по годам. Тем не менее, зная ход войны, можно оценить ориентировочные потери и по годам. По Урланису на русском фронте число убитых и раненых Австро-Венгрии в 1914—1918 гг. было 2 724 000. Как указывает И. Н. Новикова со ссылкой на архивный документ (РГВИА. Ф. 2000. Оп. 1. Д. 166. Л. 47), число пленных к 1 марта 1916 года немцев и австро-венгров в России было чуть больше 1 млн человек. Подавляющее большинство как раз австро-венгры, а не немцы. Так что для австро-венгров получится около 1 млн.
По данным Бориса Урланиса в 1915 году Россия в среднем за месяц теряла убитыми, пленными и ранеными 207 тысяч человек, что за пять месяцев Великого отступления даёт 1,035 млн человек. Но по мнению Н. Н. Головина потери русской армии за этот период превысили 2 млн человек.
Большое отступление стало тяжёлым моральным потрясением для солдат и офицеров русской армии, правящих кругов и населения страны. Атмосферу отчаяния и упадка душевных сил, охватившего русскую армию в 1915 году, передал генерал А. И. Деникин в своей книге воспоминаний «Очерки русской смуты»:
«Весна 1915 г. останется у меня навсегда в памяти. Великая трагедия русской армии — отступление из Галиции. Ни патронов, ни снарядов. Изо дня в день кровавые бои, изо дня в день тяжкие переходы, бесконечная усталость — физическая и моральная; то робкие надежды, то беспросветная жуть…»
- Брусилов и вел.кн. Георгий Михайлович во время Великого отступления, 1915
- Отряд автомобилей русской армии, 1915
- Бронеавтомобили Остин-Путиловец Русской Императорской армии — основная опора обороны Двинска, 1915
- Русская кавалерия оставляет Галицию